# 李文楷烈士亭
李文楷烈士亭，位于中国广东省清远市清城区中山公园内，为清城区文物保护单位，类型为近现代重要史迹及代表性建筑，公布时间为2002年5月。
李文楷烈士亭的历史年代为1934年。